# Electrona risso
L'elettrona (Electrona risso (Cocco, 1829)) è un pesce abissale della famiglia Myctophidae.

## Distribuzione e habitat
Questa specie ha una distribuzione circumtropicale ed è presente in tutti gli oceani in acque temperato calde o tropicali. È abbastanza comune nel mar Mediterraneo e nei mari italiani.

Si incontra in acque profonde, sembra possa raggiungere almeno i 1000 metri di profondità.

## Descrizione
Rispetto agli altri pesci lanterna ha corpo più tozzo ed accorciato, squame particolarmente grandi, occhi enormemente grandi e bocca molto ampia (raggiunge il margine posteriore dell'occhio). Come tutti i membri della famiglia si riconosce grazie ai caratteri dei fotofori (per la nomenclatura degli organi luminosi vedi la voce Myctophidae).
In questo genere fotofori POL sono assenti, i Prc sono due e gli AO sono posizionati in una sola serie ininterrotta; la specie è invece caratterizzata dai SAO che sono 3 disposti ad arco e dagli AO che sono in numero di 10-13. Solo i maschi hanno le ghiandole luminose sul peduncolo caudale (sia sotto che sopra).

Il colore è argenteo molto vivo, il dorso ha un riflesso bruno che lascia spazio all'argentato del ventre lungo una linea nettamente demarcata un po' al di sopra della linea laterale.

Non supera gli 8 cm.

## Riproduzione
Avviene in ogni stagione; le uova sono pelagiche.

## Alimentazione
Planctofaga.

## Biologia
Al contrario della maggior parte degli altri pesci lanterna vive più in profondità e non forma branchi ma vive solitaria. Spiaggia spesso in gran quantità sulle due rive dello Stretto di Messina.